# Valdemar Bandolowski
Valdemar Bandolowski (Esbønderup, 17 de fevereiro de 1946) é um velejador dinamarquês, campeão olímpico. Ele competiu nos Jogos Olímpicos de Verão de 1976 e 1980 na classe Soling e conquistou a medalha de ouro em ambas as ocasiões, ao lado de Poul Richard Høj Jensen e Erik Hansen. Eles conseguiram três vezes a prestigiada Drachen Gold Cup.